# Madonna Terranuova
La Madonna Terranuova è un dipinto a olio su tavola (diametro 87 cm) di Raffaello Sanzio, databile al 1504-1505 circa e conservato nella Gemäldegalerie di Berlino. 

## Storia
L'opera deve il suo nome ai duchi di Terranuova, che la tennero fino al 1854 quando passò ai musei berlinesi. 
L'attribuzione a Raffaello è indiscussa, mentre la datazione è legata a confronti stilistici, che la legano all'inizio del soggiorno fiorentino dell'artista, tra gli ultimi mesi del 1504 e i primi del 1505. 

## Descrizione e stile
La figura del tondo, così popolare nell'arte fiorentina di fine secolo, è riempita dall'artista con la Madonna al centro, seduta e con le gambe tagliate, che regge in grembo il Bambino, colto in una torsione che lo mostra semidisteso mentre si rivolge a san Giovannino sulla sinistra; un altro fanciullo bilancia la composizione a destra. I tre putti appaiono collegati, con ritmi e pause, lungo una fascia orizzontale e parallela a quella dell'orizzonte. Il vivo intreccio di gesti e sguardi tra i personaggi, studiati nella loro naturalezza, rimanda alle opere di Leonardo da Vinci, che ebbero notevole influenza sul giovane artista all'inizio del periodo fiorentino. 
Al maestro di Vinci rinvia lo stesso paesaggio, più studiato e complesso delle Madonne precedenti, con le rocce aguzze sulla destra che sembrano dominare una vallata o comunque un valico verso cui digrada anche il paesaggio a sinistra, incorniciando i soggetti in primo piano.